# 生年別推理作家一覧 1990年代
生年別推理作家一覧 1990年代は、1990年代生まれの推理作家の生年別一覧である。
日本で活動する推理作家および、日本語訳のある日本以外の推理作家名を掲載する。

## 1990年生
- 青本雪平
- 安野貴博
- 五十嵐律人
- 城戸喜由
- 久和間拓
- 坂上泉
- 白井智之
- 竹田人造
- 中村あき
- 額賀澪
- 真紀涼介

## 1991年生
- 青崎有吾
- 阿部智里
- 伊吹亜門
- 折輝真透
- 新川帆立
- 朝永理人
- 鵺野莉紗
- 宮ヶ瀬水
- 結城真一郎

## 1992年生
- 蒼井碧
- 犬飼ねこそぎ
- オーガニックゆうき
- 武田綾乃
- 辻堂ゆめ
- 中村みしん
- 新名智
- 藤つかさ
- 水田美意子

## 1993年生
- 阿野冠
- 斜線堂有紀
- 遠坂八重
- 松村涼哉
- 夕木春央

## 1994年生
- 秋保水菓
- 阿津川辰海
- 荻堂顕

## 1996年生
- 村嶋祝人

## 1997年生
- 真下みこと

## 1998年生
- 荒木あかね
- 楠谷佑

## 1999年生
- 柊悠羅
- 増島拓哉
- 真門浩平

他の年代へ
（19世紀 - 1901 - 1910年代 - 1920年代 - 1930年代 - 1940年代 - 1950年代 - 1960年代 - 1970年代 - 1980年代 - 1990年代）